# Youssef Selim
Pour les articles homonymes, voir Selim (homonymie).
Youssef Amr Ezzat Saïd Ahmad Selim (en arabe : يوسف عمرو عزت سيد أحمد سليم), né le 14 décembre 1997 au Caire, est un plongeur égyptien.

## Carrière
Il remporte la médaille d'or en haut-vol à 10 mètres et en tremplin synchronisé à 3 mètres avec Mohab Ishak ainsi que la médaille d'argent en tremplin à 3 mètres lors des Championnats d'Afrique de plongeon 2019 à Durban.